# Bistecca alla fiorentina

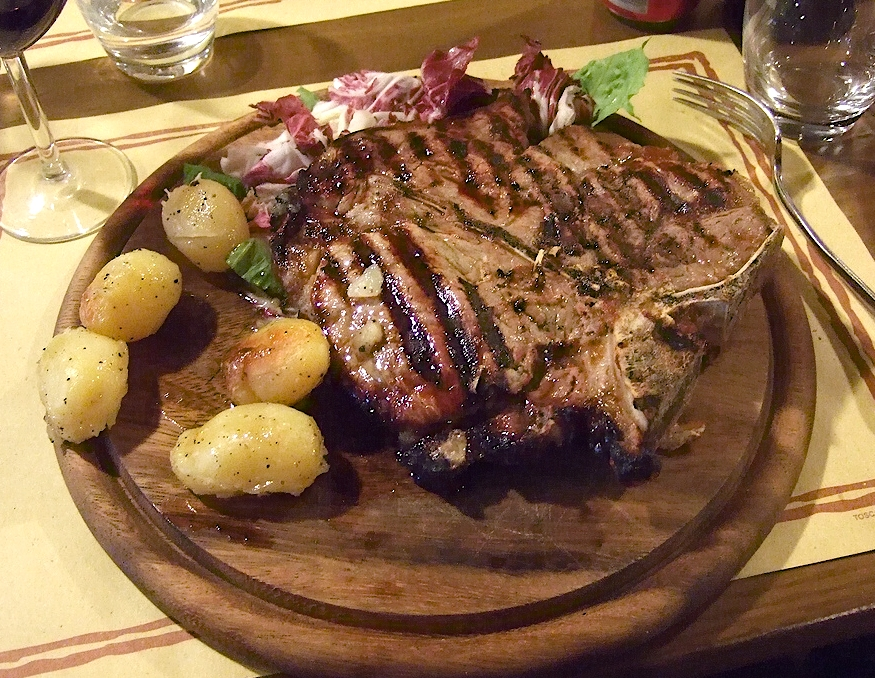
Bisteca alla fiorentina

A bistecca alla Fiorentina é um prato de carne típico da cozinha italiana muito tradicional na região da Toscana. Consiste em um corte que contém o contra filé e o filé mignon bovino, geralmente de um animal da raça Chianina da faixa de 10 a 15 meses de idade. Essa parte é bem espessa e contém osso. O nome desse filé provém da antiga tradição florentina de celebrar a festa de São Lourenço. A comemoração era patrocinada pela Família Médici no dia 10 de agosto de cada ano, quando a cidade ficava toda iluminada e carne bovina era servida em grande quantidade a toda a população. Viajantes ingleses que apreciavam a carne nessa festa, a pediam como “beaf-steak”, daí o nome italianizado para bistecca.

## Características
A ‘’Bistecca alla Fiorentina’’ é assada na grelha com brasas de carvão, que vão secando a carne durante a cozedura. Cada lado do ‘’filé’’, em peças de 1 a 1,5 kg de 5 a 6 cm de espessura, é exposta às brasas durante 3 a 5 minutos. O cozimento final é feito com a carne na vertical, apoiada sobre o osso em T, por 5 a 7 minutos. É costume salpicar com um pouco de azeite (para proporcionar aroma), pimenta moída e ervas. Deve ser acompanhado com vinho chianti é servido com rodelas de limão e favas toscanas.

## Referencias
1. ↑  Revista “Gosto” – Nº 11 – junho 2010 – Editora “Isabella” – pg.60 – Carmo Chagas
2. ↑  Waverly Root, The Food of Italy, 1971, ISBN 0-394-72429-1.